# Pavol Vaškovič
Pavol Vaškovič (* 14. února 1977) je bývalý český fotbalista, obránce a záložník.

## Fotbalová kariéra
V české lize hrál za FC Petra Drnovice a FC Slovan Liberec. Nastoupil ve 14 ligových utkáních. Ve druhé lize hrál i za FC Vítkovice. Reprezentoval v dorosteneckých kategoriích.

## Ligová bilance
| Ročník                          | Zápasy | Góly | Klub              |
| ------------------------------- | ------ | ---- | ----------------- |
| 1. česká fotbalová liga 1995/96 | 1      | 0    | FC Petra Drnovice |
| 1. česká fotbalová liga 1995/96 | 11     | 0    | FC Slovan Liberec |
| 1. česká fotbalová liga 1996/97 | 2      | 0    | FC Slovan Liberec |
| 2. česká fotbalová liga 1998/99 | 1      | 0    | FC Vítkovice      |
| CELKEM 1. česká liga            | 2      | 0    |                   |